# فاكوندو غونزاليز
فاكوندو غونزاليز (بالإسبانية: Facundo González)‏ هو لاعب كرة قدم أوروجواياني ولد في 6 يونيو من عام 2003، ويلعب كمدافع مع نادي يوفنتوس الإيطالي ومنتخب الأوروجواي لكرة القدم.

## وصلات خارجية
- فاكوندو غونزاليز على موقع قاعدة بيانات كرة القدم.إي يو (الإنجليزية)
- فاكوندو غونزاليز على موقع Soccerway.com (الإنجليزية)